# Liste der Monuments historiques in Abbaretz
Die Liste der Monuments historiques in Abbaretz führt die Monuments historiques in der französischen Gemeinde Abbaretz auf.

## Liste der Bauwerke
| Bezeichnung                               | Beschreibung                  | Standort | Kennzeichnung | Schutzstatus | Datum | Bild           |
| ----------------------------------------- | ----------------------------- | -------- | ------------- | ------------ | ----- | -------------- |
| Ehemalige Hütte mit Schmiede in Jahotière | Erbaut im 17./18. Jahrhundert | (Lage)   | PA00108561    | Classé       | 1986  | weitere Bilder |

## Liste der Objekte
| Bezeichnung      | Beschreibung                       | Standort                       | Kennzeichnung | Schutzstatus | Datum | Bild |
| ---------------- | ---------------------------------- | ------------------------------ | ------------- | ------------ | ----- | ---- |
| Kelch und Patene | Silber, vergoldet, 18. Jahrhundert | in der Kirche St-Pierre (Lage) | PM44000001    | Classé       | 1962  |      |